# Херболд II фон Амелунксен
Херболд II фон Амелунксен (на немски: Herbold II von Amelunxen, Ritter; † сл. 1245) е рицар от стария род Амелунксен от Източна Вестфалия (1209 – 1233).

## Произход
Той е син на Конрад II фон Амелунксен († сл. 1245). Внук е на Конрад I фон Амелунксен († сл. 1155) и правнук на Херболд I фон Амелунксен († сл. 1147). Потомък е на Райнхард фон Амелунксен († 1071) и на Раве фон Амелунксен, които са потомци на Амалунг.
Прадядо му Херболд фон Амелунксен е споменат за пръв път през 1147 г. като Hereboldus de Amelungessen et filius eius Conradus. Резиденцията му дворец Амелунксен днес е част от град Беверунген.
Клонове на фамилията фон Амелунксен съществуват и днес.

## Деца
Херболд II фон Амелунксен има седем деца:
- Конрад фон Амелунксен († сл. 1286), рицар (1237 – 1275), женен за фон Папенхайм, дъщеря на Лудолф фон Папенхайм († сл. 1224)
- Кунигунда фон Амелунксен († сл. 1268), омъжена за рицар Рабе фон Папенхайм († сл. 1266)
- Херболд III фон Амелунксен († сл. 1295), рицар, женен I. за Гермадис фон Викбеледе, II. ок. 1220/1225 г. за Хелмбургис фон Маршал († сл. 1249)
- Липолд I фон Амелунксен († сл. 1275), рицар, бургграф на Хьокстер (1238), на Падерборн (1295)
- Херболд фон Амелунксен († сл. 1309), рицар (1238 – 1288)
- Алберт фон Амелунксен († сл. 1293), бургграф на Брунсберг (1238 – 1288), женен за Елизабет фон Падберг
- Лудолф I фон Амелунксен († сл. 1260), рицар